# John A. Hanna
John Andre Hanna (* 1762 in Flemington, Province of New Jersey; † 23. Juli 1805 in Harrisburg, Pennsylvania) war ein US-amerikanischer Politiker. Zwischen 1797 und 1805 vertrat er den Bundesstaat Pennsylvania im US-Repräsentantenhaus.

## Werdegang
John Hanna erhielt eine klassische Schulausbildung und absolvierte im Jahr 1782 das Princeton College. Nach einem anschließenden Jurastudium und seiner 1783 erfolgten Zulassung als Rechtsanwalt begann er in Lancaster in diesem Beruf zu arbeiten. Im Jahr 1785 verlegte er seinen Wohnsitz und seine Anwaltskanzlei nach Harrisburg. Gleichzeitig schlug Hanna eine politische Laufbahn ein. Im Jahr 1787 war er Delegierter auf der Versammlung, die für den Staat Pennsylvania die Verfassung der Vereinigten Staaten ratifizierte. Im Jahr 1788 war er Sekretär der Anti-Federal Conference. 1791 wurde er Abgeordneter im Repräsentantenhaus von Pennsylvania. Außerdem war Hanna in der Staatsmiliz aktiv, in der er zwischen 1792 und 1800 vom Oberstleutnant bis zum Generalmajor aufstieg. Er war im Jahr 1794 auch an der Niederschlagung der Whiskey-Rebellion beteiligt. Politisch wurde er Mitglied der Ende der 1790er Jahre von Thomas Jefferson gegründeten Demokratisch-Republikanischen Partei.
Bei den Kongresswahlen des Jahres 1796 wurde Hanna im sechsten Wahlbezirk von Pennsylvania in das US-Repräsentantenhaus gewählt, wo er am 4. März 1797 die Nachfolge von Samuel Maclay antrat. Nach vier Wiederwahlen konnte er bis zu seinem Tod am 23. Juli 1805 im Kongress verbleiben. Seit 1803 vertrat er dort den vierten Distrikt seines Staates. Während seiner Zeit als Kongressabgeordneter wurde im Jahr 1803 durch den von Präsident Jefferson getätigten Louisiana Purchase das Staatsgebiet der Vereinigten Staaten beträchtlich erweitert. Im Jahr 1804 wurde der zwölfte Verfassungszusatz ratifiziert. Außerdem wurde im Jahr 1800 die neue Bundeshauptstadt Washington, D.C. bezogen.
John Hannas Enkel Archibald McAllister (1813–1883) wurde ebenfalls Kongressabgeordneter.